# Antillenaffen
Die Antillenaffen (Xenotrichini) sind eine Gruppe ausgestorbener Primaten, die zumindest bis vor wenigen Tausend Jahren auf den Inseln der Großen Antillen lebten.
Auf den Inseln der Karibik gibt es heute keine endemischen Primaten mehr. Die zumeist in jüngster Zeit gefundenen Arten belegen allerdings, dass diese Tiere zumindest bis zur Besiedlung durch die amerikanischen Ureinwohner auch dort vorkamen. Die Verwandtschaft dieser Arten wird durch Details im Bau des Schädels und des Unterkiefers, wie zum Beispiel einer Reduzierung der Anzahl der Zähne nahegelegt.
Heute gibt es andere Primatenarten, die in der Karibik leben. Diese gehören nicht der Gruppe der Antillenaffen an und wurden durch den Menschen in die Karibik gebracht. Ein bekanntes Beispiel sind die Monameerkatzen, die auch auf Grenada zu finden sind. Ein anderes Beispiel sind die Grünen Meerkatzen, die im 16. Jahrhundert vom Menschen auf St. Kitts gebracht wurden, wo sie heute auch heimisch und verbreitet sind.
Über den genauen Zeitpunkt und die Ursachen des Aussterbens der Antillenaffen ist nichts Genaues bekannt, die Arten haben allerdings zumindest bis rund 2000 vor Christus überlebt, im Fall des Jamaika-Affen ist es denkbar, dass er sogar zum Zeitpunkt der Besiedlung durch die Europäer noch existierte.

## Systematik
Die verwandtschaftlichen Beziehungen zu den lebenden Neuweltaffen sind noch immer nicht restlos geklärt. Umstritten ist, ob sie eher mit dem Nachtaffen (Aotus) verwandt sind oder ob die Springaffen (Callicebinae) ihre nächsten lebenden Verwandten sind und sie somit in die Familie der Sakiaffen (Pitheciidae) einzuordnen sind.
Bislang sind vier Gattungen und fünf Arten der Antillenaffen bekannt:
- Gattung Xenothrix
  - Der Jamaika-Affe (Xenothrix mcgregori) ist die älteste bekannte Art, er lebte auf Jamaika.
- Gattung Paralouatta
  - Der Kuba-Affe (Paralouatta varonai) hatte besonders große Augen, ähnlich wie die rezenten Nachtaffen (Aotus).[3]
  - Paralouatta marianae war der größte Vertreter der Gruppe.[4]
- Gattung Antillothrix
  - Der Hispaniola-Affe (Antillothrix bernensis) ist durch Funde aus der Dominikanischen Republik bekannt.
- Gattung Insulacebus
  - Insulacebus toussaintiana wurde erst 2011 nach Funden aus dem südwestlichen Haiti beschrieben.[1]

Eine im November 2018 veröffentlichte DNA-Analyse ergab, dass der Jamaika-Affe die Schwestergruppe der im nordwestlichen Südamerika vorkommenden Springaffengattung Cheracebus ist. Xenothrix und Cheracebus haben sich vor etwa 11 Millionen Jahren evolutionär voneinander getrennt. Die anderen ehemals in der Karibik vorkommenden endemischen Affenarten haben sich vor 17,5 bis 18,5 Millionen Jahren von ihren süd- oder mittelamerikanischen Vorfahren getrennt. Dadurch werden die Antillenaffen zu einer polyphyletischen Gruppe.